# Kroll, Inc.
Kroll är ett internationellt konsultbolag med inriktning på riskanalys med huvudkontor i New York i USA.